# Ешлі Байден
Éшлі Бл́ейзер Б́айден (англ. Ashley Blazer Biden, нар. 8 червня 1981 року, Вілмінгтон, штат Делавер, США) — американська соціальна працівниця, активістка, філантроп та модельєр. З 2014 по 2019 рік вона займала пост виконавчого директора Делаверського Центру Правосуддя. До своєї адміністративної ролі в центрі вона працювала в Делаверському департаменті обслуговування дітей, молоді та їх сімей. Вона заснувала модну компанію Livelihood, яка в партнерстві з інтернет-магазином Gilt Groupe збирає кошти для громадських програм. Ці програми направлені на усунення нерівності доходів в США. Ешлі Байден запустила їх в 2017 році на Тижні моди в Нью-Йорку. Ешлі Байден — донька 46-го президента США Джо Байдена і єдина дитина у його другому шлюбі з 46-ю першою леді США Джилл Байден.

## Сім'я та дитинство
Ешлі Байден народилась 8 червня 1981 року в Вілмінгтоні, штат Делавер. Батьки : Джилл Байден та Джо Байден. Має зведених братів Гантера Байдена та покійного Бо Байдена, дітей її батька від першого шлюбу з Нейліею Гантер. Байден — праправнучка Едварда Френсіса Блевітта. Ешлі має англійське, французьке та ірландське походження по батьківській лінії та англійське, шотландське та сицилійське походження по материнській лінії.
Виховувалась Ешлі в католицькій сім'ї. За часів її дитинства її батько був сенатором США від штату Делавер, а мати працювала вихователем.

## Освіта
Ешлі Байден відвідувала «школу друзів Вілмінгтона», приватну школу, керовану Релігійною громадою друзів в Вілмінгтоні. Вона грала в шкільних командах по лакросу та хокею на траві.
У Тулейнському університеті Байден вивчала культурну антропологію. Вона також проходила стажування за літньою програмою в Джорджтаунському університеті, працюючи з молоддю з Анакостії. Після коледжу Байден кілька місяців працювала офіціанткою в піцерії в Вілмінгтоні, а потім почала свою кар'єру в соціальній сфері. В 2010 році вона отримала ступінь магістра соціальної роботи в Школі соціальної політики і практики Пенсильванського університету. Вона була однією з дванадцяти випускників, які отримали премію Джона Хоупа Франклина за боротьбу з американським расизмом.

## Модний бізнес
У 2017 році Ешлі Байден запустила Livelihood Collection — бренд етичного модного одягу, в мікрорайоні Трайбека під час Тижня моди в Нью-Йорку. Логотип Livelihood — стрілка, яка пронизує літери «LH», був навіяний зведеним братом Ешлі — Бо Байденом, який помер від раку мозку у 2015 році. Ешлі Байден заявила: «[Бо] був моїм луком. Його рак поставив мене на коліна. У мене не було вибору, крім як стріляти вперед, продовжувати йти, продовжувати рухатись до своєї мрії».
Байден створила бренд, щоб допомогти боротись з нерівністю доходів і расовою нерівністю в США. Усі доходи від запуску бренду на Тижні моди в Нью-Йорку були направлені на програми для потребуючих. Десять процентів постійних продажів бренду передаються громадським організаціям в районі Анакостія у Вашингтоні та в районі Ріверсайд у Вілмінгтоні. Продукція Livelihood виробляється в Сполучених Штатах з органічної бавовни, вирощеної в Америці. Ешлі вирішила створювати «толстовки» через їх зв'язок з робітничим рухом та їх символічним значенням для руху за соціальну справедливість.
У червні 2020 року Байден розробила уніформу для персоналу готелю Hamilton у Вашингтоні, як відгалуження її колекції Livelihood.

## Громадська діяльність
Ще під час навчання в школі Ешлі Байден виявила, що косметична компанія Bonne Bell тестує свою продукцію на тваринах. Вона написала листа в компанію з проханням змінити свою політику стосовно тварин. Пізніше вона взяла участь в акції захисту дельфінів, підштовхнувши свого батька до співпраці з конгресменом Барбарою Боксер. Вони працювали над написанням та прийняттям Закону про захист дельфінів від споживачів 1990 року. Байден виступив перед членами Конгресу США, щоб лобіювати цей закон.

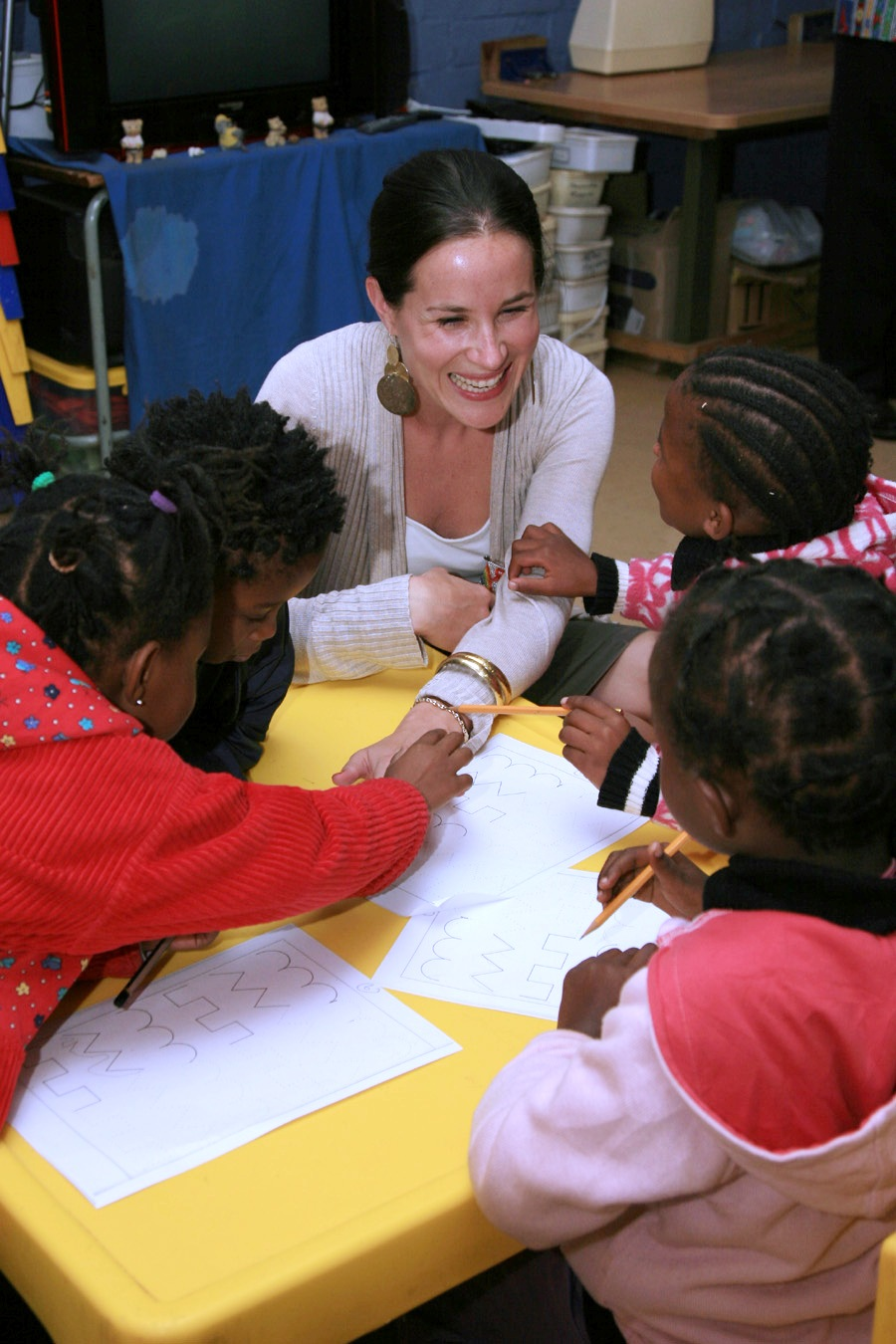
Байден з дітьми в дитячому садку Мапетла в Совето, Південна Африка в червні 2010 року.

Після закінчення коледжу Ешлі Байден переїхала в Кенсінгтон, і почала працювати спеціалістом з клінічної підтримки в «Northwestern Human Services Children's Reach Clinic», допомагаючи молоді та їх сім'ям у доступі до ресурсів та працюючи напряму з психіатрами та терапевтами.
Після закінчення аспірантури Ешлі влаштувалась на роботу в «West End Neighborhood House» — некомерційну організацію, що розробляє різноманітні програми працевлаштування та професійного навчання. Вона працювала координатором з питань працевлаштування та освіти молоді. Байден пропрацювала соціальним працівником в Делаверському департаменті обслуговування дітей, молоді та їх сімей протягом п'ятнадцяти років. Вона створювала програми для молоді з питань ювенальної юстиції, виховання в прийомних сім'ях та психічного здоров'я. У 2008 році за її роботу в департаменті вона внесена місцевою газетою «Delaware Today's» в список «40 людей до перегляду». У 2012 році вона почала роботу в Центрі юстиції штату Делавер як заступник директора, зосередивши увагу на реформі кримінального правосуддя в штаті. У 2014 році вона стала виконавчим директором центру і пропрацювала на цій посаді до 2019 року. Вона реалізувала програму під назвою «SWAGG: Student Warriors Against Guns and Gangs», схвалену Управлінням ювенальної юстиції і профілактики правопорушень. Ця програма передбачає освітні ресурси та групи підтримки на рівні громад, направлені на викорінення насильницьких злочинів і діяльності банд серед молоді в окрузі Нью-Касл. В 2014 році Байден розкритикувала смертну кару. Вона стверджувала, що проведення страти витрачає ресурси, які могли б бути направленими на надання допомоги жертвам і запобігання злочинам.
Ешлі Байден заснувала програму Young@Art, яка надає студентам кошти та можливості для створення творів мистецтва, поки вони перебувають в слідчих ізоляторах, а потім продає ці твори в громаді. В рамках програми Байден також навчає студентів діловій та фінансовій грамоті.

## Особисте життя
У 2010 році Ешлі Байден почала зустрічатись з Говардом Крейном, після того як їх познайомив її брат Бо. Вони одружились на католицько-єврейській міжконфесійній церемонії у 2012 році Її чоловік — єврей, працює в університетській лікарні Томаса Джефферсона, а також він доцент кафедри лицевої, пластичної та реконструктивної хірургії в Університеті Томаса Джефферсона.
Ешлі Байден — практикуючий католик. Вона разом зі своїм чоловіком, батьком та братом була присутня на приватній аудієнції у Папи Франциска в Ватикані у 2016 році.
6 серпня 2020 року Байден організувала захід «жінки Вісконсина за Байдена», щоб обговорити жіночий порядок денний президентської кампанії її батька, та привернути увагу до проблем жінок на президентських виборах в США 2020 року.